# Кохана, ми вбиваємо дітей (Україна)
Кохана, ми вбиваємо дітей — українське телевізійне реаліті-шоу, версія популярного в минулому британського проєкту «Honey, We're Killing the Kids». Транслювалося на українському телеканалі «СТБ» з 6 вересня 2011 року по 31 травня 2016 року.
Суть проєкту полягає в тому, що ведучий-психолог Дмитро Карпачов перевиховує неслухняних дітей разом з батьками. Спочатку до білої кімнати запрошують батьків дитини. Далі їм демонструють відео прогнозованого процесу старіння дитини. Кінцевий вік 40 років. Далі запрошують дітей, розбирають правила та йдуть додому.
За виконанням правил слідкує психолог проєкту та ведучий. На виправлення поведінки діти та батьки мають три тижні.

## Трансляція в інших країнах
У Росії реаліті-шоу «Кохана, ми вбиваємо дітей» виходило на телеканалі Ю з 5 жовтня 2015 року. До цього влітку 2015 року російський телеканал Ю почав транслювати інші українські реаліті-шоу, зокрема, «Хата на тата», «МастерШеф», «Врятуйте нашу сім'ю!» та «Я соромлюсь свого тіла».
З 2013 до 2014 рік на телеканалі РЕН ТВ нетривалий час транслювалася російська версія реаліті-шоу під назвою «Кохана, ми втрачаємо дітей» (рос. Дорогая, мы теряем детей).

## Критика
Телепередача «Кохана, ми вбиваємо дітей» неодноразово критикувалася через девіантну поведінку учасників на камеру, а саме надмірне вживання нецензурної лексики, насильство та розпиття алкоголю.
У листопаді 2013 року Микола Княжицький назвав реаліті-шоу «Кохана, ми вбиваємо дітей» збоченням. Микола Княжицький у своєму фейсбуці написав про враження, яке на нього справило це реаліті-шоу, наступне: «Випадково увімкнув СТБ. Йде якесь шоу „Кохана, ми вбиваємо дітей“. Жах. Діти у сім'ї з мікрофонами-петличками гамселять одне одного і свою матір. Це бідна сім'я за гроші на таке погоджується? Та „дядя Клюєв“, якого рекламували діти — просто ягідки у порівнянні з цією неетичною аморальністю. Але про це ніхто не пише, і нацрада очі закриває».
До Національної ради України з питань телебачення та радіомовлення надходили численні скарги від глядачів щодо її контенту. Це призвело до того, що 28 липня 2016 року Нацрада винесла попередження телеканалу «СТБ» за шкідливий для дітей контент, а саме показ у денному ефірі програм і їхніх анонсів, які можуть завдати шкоди фізичному, психічному чи моральному розвитку дітей і підлітків.